# Mocsári ökörszembujkáló
A mocsári ökörszembujkáló (Phleocryptes melanops) a madarak (Aves) osztályának verébalakúak (Passeriformes) rendjébe és a fazekasmadár-félék (Furnariidae) családjába tartozó Phleocryptes nem egyetlen faja.

## Rendszerezése
A fajt Louis Pierre Vieillot francia ornitológus írta le 1817-ben, a Sylvia nembe Sylvia melanops néven.

## Alfajai
- Phleocryptes melanops brunnescens Zimmer, 1935
- Phleocryptes melanops juninensis Carriker, 1932
- Phleocryptes melanops loaensis Philippi B. & Goodall, 1946
- Phleocryptes melanops melanops (Vieillot, 1817)
- Phleocryptes melanops schoenobaenus Cabanis & Heine, 1859[2]

## Előfordulása
Dél-Amerika déli részén, Argentína, Bolívia, Brazília, Chile, Paraguay, Peru és Uruguay területén honos. Vonuló faj. Természetes élőhelyei a a szubtrópusi vagy trópusi édesvizű tavak és mocsarak környéke.

## Megjelenése
Átlagos testhossza 14 centiméter, testtömege 11-16 gramm.

## Természetvédelmi helyzete
Az elterjedési területe rendkívül nagy, egyedszáma ugyan csökken, de még nem éri el a kritikus szintet. A Természetvédelmi Világszövetség Vörös listáján nem fenyegetett fajként szerepel.